# استئصال العقد اللمفاوية
استئصال العقد اللمفاوية (بالإنجليزية: Lymphadenectomy)‏ أو تجريف العقد اللمفاوية هو إزالة جراحية لمجموعة واحدة أو أكثر من العقد اللمفاوية. تُجرى العملية غالبًا في سياق التدبير الجراحي للسرطان. في استئصال العقد اللمفاوية الناحي، تُزال بعض العقد اللمفاوية في منطقة الورم، وفي استئصال العقد اللمفاوية الجذري تزال أغلب العقد اللمفاوية أو جميعها في منطقة الورم.

## الاستطبابات
تميل أنماط عديدة من السرطانات إلى إرسال نقائل ورمية باكرًا إلى العقد اللمفاوية في مسيرها الطبيعي، ما يبرر الحاجة إلى هذه العملية. ينطبق هذا خصوصًا على الورم الميلانيني وسرطانات الرأس والعنق وسرطان الغدة الدرقية المتمايز وسرطانات الثدي والرئة والمعدة والقولون والمستقيم. أشار بيركلي موينيهان، الجراح البريطاني المشهور، إلى أن «جراحة السرطان ليست جراحةً على أعضاء الجسم، بل على الجهاز اللمفاوي».
لعل أفضل مثال على هذه العملية تجريف العقد اللمفاوية الإبطية في سياق تدبير سرطان الثدي، والتجريف الجذري للعقد اللمفاوية في العنق في سياق سرطان الرأس والعنق والدرق، واستئصال العقد اللمفاوية الواسع من نمط دي 2 في سياق سرطان المعدة، والاستئصال الكلي لمسراق المستقيم في سياق سرطان المستقيم.

### خزعة العقدة اللمفية الخافرة
في المرحلة الأولى والثانية من سرطان الثدي، لا تُجرف العقد اللمفاوية الإبطية إلا بعد محاولة خزع العقدة الخافرة. يمكن أن تحدد خزعة العقدة الخافرة مرحلة السرطان في الإبط إذا وُجدت عقدة لمفاوية إيجابية، وهي أقل خطرًا من استئصال العقد اللمفاوية ولها تأثيرات جانبية أقل ولا تسبب وذمةً لمفيةً عادةً.
لا تُجرف العقد اللمفية الإبطية إن لم تُكشف خلايا سرطانية في العقد الخافرة، أو إذا كُشف سرطان من النوع غير المنتشر في عقدة خافرة أو اثنتين، لكن على المريض الخضوع لجراحة الثدي المحافظة والعلاج الكيمائي وفق مرحلة السرطان.

### موضعة العقدة اللمفاوية الخافرة
يعود الفضل في نشر مفهوم موضعة العقدة اللمفاوية الخافرة إلى دونالد مورتن وآخرين. ترسل عدة أنواع سرطانية بدئية (سرطان الثدي والميلانوما وسرطان الكولون والمستقيم وغيرها) نقائل باكرةً غالبًا إلى أول مجموعة نزح لمفي. يمكن توقع مسار هذه العملية بناءً على المعلومات التشريحية بمعرفة موقع السرطان البدئي في العضو والأوعية اللمفية الموافقة.
يمكن تحديد أولى العقد (العقد الخافرة) باستخدام واسمات جسيمية مثل إيزوسولفان الأزرق (ليمفازورين) وأزرق الميثيلين والحبر الهندي والجزيئات البروتينية الغروانية الموسومة شعاعيًا التي تُحقن قرب موقع الورم. بهذا يستطيع الجراح إيجاد عقدة النزح الخافرة واستئصالها ليؤكد اختصاصي علم الأمراض وجود خلايا ورمية، وغالبًا ما يكون عدد هذه الخلايا قليلًا ويصعب التعرف عليها دون فحص دقيق واستخدام تقنيات معينة مثل الصبغات الخاصة، أي المواد الكيميائية النسيجية المناعية.
عندما تكون العقدة الحارسة خاليةً من الخلايا الورمية، يزداد احتمال خلو المنطقة اللمفية كاملةً من النقائل، ما يلغي الحاجة للتجريف اللمفي الكامل.
غيرت ممارسة موضعة العقد اللمفية الخافرة المقاربة الجراحية في العديد من أنظمة العلاج السرطانية، إذ جنبت المرضى ذوي العقد اللمفية الخافرة سلبية الخلايا الورمية تجريف العقد اللمفية التقليدي، واقتصر تطبيقه على المرضى إيجابيي النقائل. مثال ذلك المرحلة الثانية من سرطانة الثدي، فعند استخدام موضعة العقد اللمفية الخافرة أمكن تجنيب 65% من المرضى تجريب العقد اللمفاوية التقليدي.

## الاختلاطات
قد يختلط استئصال العقد اللمفاوية بالوذمة اللمفية، وقد يؤدي الاستئصال الواسع للنسيج اللمفاوي إلى تشكل قيلة لمفية. لم تتضح فائدة استخدام منزح الجروح بعد تجريف العقد اللمفاوية المغبنية في تقليص الاختلاطات التي تشمل الورم المصلي والورم الدموي وتفزر الجرح وإصابته بالعدوى.